# علم اللاهوت البناء
علم اللاهوت البناء هو إعادة تعريف أو إعادة صياغة ما كان يُعرف تاريخيًا بعلم اللاهوت التنظيمي.ينبع سبب إعادة التقييم هذه من فكرة أن اللاهوتي، في علم اللاهوت التنظيمي، يحاول تطوير نظرية متماسكة تمر عبر المذاهب المختلفة داخل التقليد (علم المسيح، وعلم الأمور الأخرة، وما إلى ذلك). إحدى المشاكل المحتملة الكامنة وراء مثل هذه الدراسة هي أنه عند بناء نظام لاهوتي، قد يتم "إجبار" عناصر معينة على هيكل مفترض مسبقًا، أو استبعادها تمامًا، من أجل الحفاظ على تماسك النظام العام. ردًا على هذه المشاكل المتصورة، يشعر بعض اللاهوتيين المعاصرين، أن مصطلح التنظيمي لم يعد دقيقًا في الإشارة إلى اللاهوت، ويفضلون لغة اللاهوت البناء.
لقد تم استخدام مصطلح اللاهوت البناء في الغالب منذ الثمانينات. اللاهوت البناء هو أيضًا عنوان مجلة حول هذا الموضوع. سلسلة كتب بلومزبري عن اللاهوت البناء، بعنوان إعادة التفكير في اللاهوت، وبناء البدائل، تم تحريرها بواسطة ماريون جراو، وسوزانا كورنوال، وستيد ديفيدسون، وهيو دونغ لي. وقد شمل ذلك كتاب كورنوال اللاهوت غير المألوف، والمسيحية جان أولاف هنريكسن كممارسات متميزة، وهو مجلد محرر بعنوان ما هو اللاهوت البناء؟ بقلم ماريون جراو وجيسون وايمان، وشيلي إم بو، الوعد البناء لاهوت شلايرماخر.